# Nieuwerkerke (Walcheren)

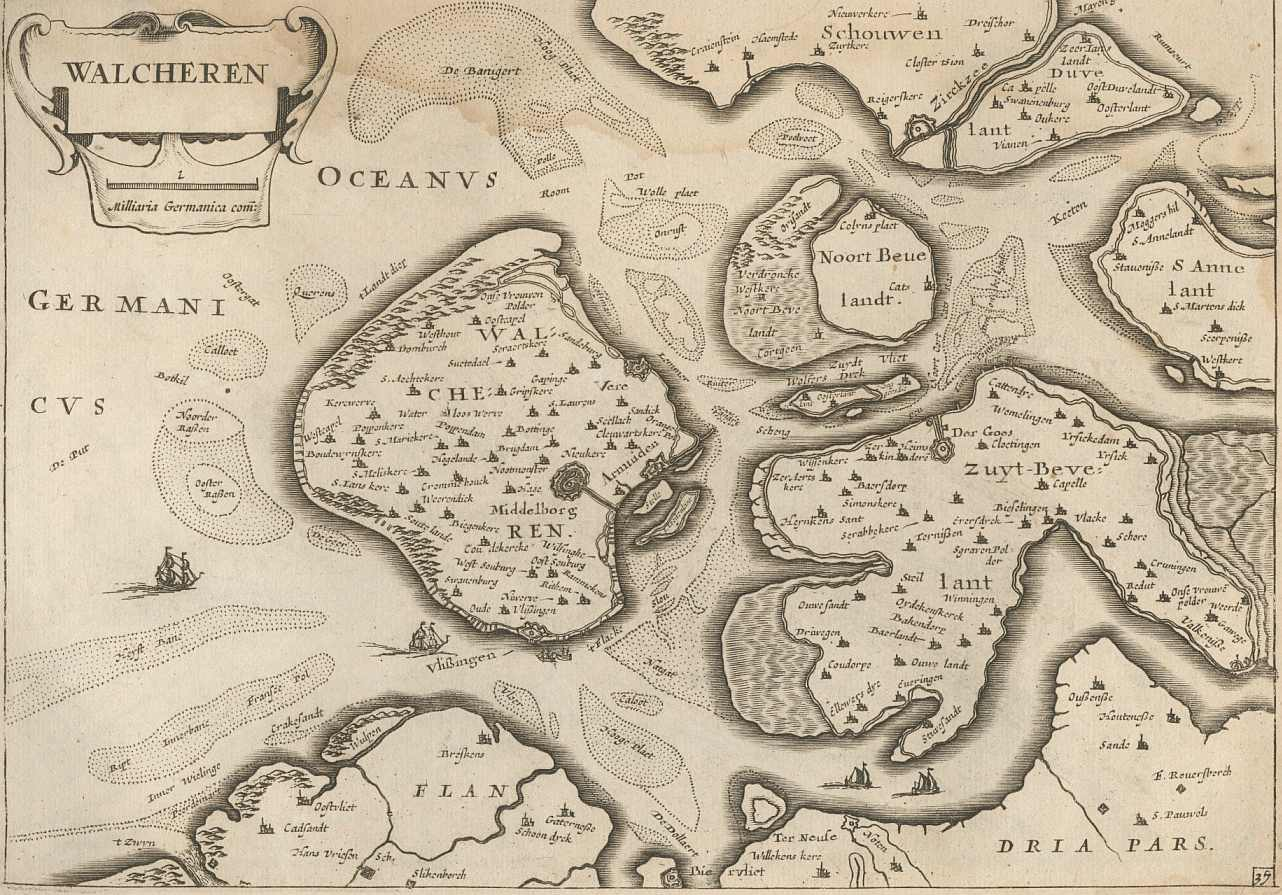
Kaart van Walcheren uit 1696, waarop de Heerlijkheid Nieukerc staat aangegeven, ten noordoosten van Middelburg.

Nieuwerkerke is een verdwenen dorp en heerlijkheid dat lag op het voormalige eiland Walcheren tussen de steden Arnemuiden en Middelburg.

## Geschiedenis
Nieuwerkerke was een kerkdorp dat voor of rond de 14e eeuw was gesticht in de Polder Walcheren. De parochie was gewijd aan Sint-Jan Baptist, beter bekend als Johannes de Doper en een afscheiding van de kerk van Kleverskerke. De moederkerk was de Noordmonsterkerk in Middelburg. De kerk werd ook de hoofdkerk van nieuw Arnemuiden dat rond 1438 ontstond op het gebied van de Nieuwerkerkse parochie.
Door uitbreiding van Arnemuiden en haar haven vreesde Middelburg dat dit de eigen stad zou benadelen en probeerde Arnemuiden onder haar gezag te krijgen. In 1493 slaagde Middelburg erin om het ambacht van Nieuwerkerke te kopen van de toenmalige eigeneraar Philips van Bourgondië, heer van Veere en in 1508 van Boudewijn, heer van Zoutelande, het ambacht waarop Arnemuiden was gebouwd. Dit gaf Middelburg de macht om verboden op te leggen aan Arnemuiden wat ook veelvuldig werd gedaan en wat veel klachten opleverde onder de bevolking van Arnemuiden. Doordat Middelburg de huizen bij Nieuwerkerke liet slopen, moesten de Arnemuidenaars naar Middelburg reizen wanneer ze terecht moesten staan. 
In 1505 was een nieuw kerkgebouw gesticht in Arnemuiden. Op 10 juni 1545 sloten de ingezetenen van Arnemuiden en Middelburg een overeenkomst om de kerk in Arnemuiden te verheffen tot parochiekerk zodat de functie van de kerk te Nieuwerkerke kwam te vervallen. Op 8 augustus 1545 werd deze beslissing bekrachtigd door de bisschop van Utrecht, Georgius van Egmond en op 13 maart 1546 door de Grote Raad van Mechelen. Middelburg behield wel de patronaatsrechten van de kerk. Daarnaast waren de Arnemuidse parochianen verplicht om het koor en de toren van de oude parochiekerk te blijven onderhouden, alsmede de Onze Lieve Vrouwekapel en de kasseistraat die van Arnemuiden naar Nieuwerkerke leidde. Ook moest er op de zondagen en heilige dagen om acht uur 's ochtens een mis gehouden worden bij het Sint Anthonis altaar, de drie Arnemuidse schutterijen moesten ieder jaar elk twee phillipus-guldens schenken en ieder jaar moest er bij pasen met een colemneele processie de gewijde olie uit deze kerk gehaald worden, er waren nog enkele andere eisen. Wel werd er een vergunning gegeven om het schip van de oude kerk af te breken. 
Het verplichte onderhoud aan de toren en koor werd niet volledig voldaan, want in 1564 was de kap van de toren vergaan en spande Middelburg een rechtsvordering aan tegen Arnemuiden die enkele jaren voortsleepte en in 1570 tot voordeel van Arnemuiden werd opgelost. In 1591 werden oude stenen van de kerk gebruikt om de zeedijk aan het Sloe te versterken. In 1594 stonden enkel de toren en enkele delen van de muur overeind. Op 1 oktober 1594 werd besloten om deze ook te slopen en de stenen te gebruiken bij het maken van fortificaties rondom Arnemuiden.
In 1661 werd het gebied herdijkt, waardoor de plaats in de Nieuwerkerkepolder kwam te liggen. Deze polder werd regelmatig getroffen door overstromingen, zoals in 1682, 1703, 1807 en in 1953. Alhoewel de kerk al lang verdwenen was, bleef de plaats waar deze gestaan had bekend als 'oud kerkhof'. Tijdens herkaveling in 1963 werden hier oude graven en puinsleuven gevonden. In 1986 kwamen bij archeologische opgravingen de resten naar boven van een mottekasteel uit de 14e eeuw dat ongeveer 150 meter ten westen van Nieuwerkerke heeft gestaan. Dit kasteel had een afmeting van 10 bij 7 meter en was omgeven door een gracht van 5 tot 8 meter breed.
In 1791 kwam door huwelijk deze heerlijkheid via de familie Radermacher in het geslacht Schorer die de (voormalige) heerlijke rechten nog steeds bezit.